# Нерівність Гарнака
Нерівність Гарнака — нерівність, що оцінює значення у двох близьких точках додатної гармонічної функції. Названа на честь німецького математика Акселя Гарнака. Нерівність Гарнака є досить сильним результатом з якого, зокрема, випливають: сильний принцип максимуму, теорема Гарнака про послідовності гармонічних функцій теореми про компактності сімейств гармонічих функцій, теорема Ліувіля.

## Твердження нерівності
Нехай f  - функція визначена у кулі в Rn з радіусом R і центром в точці x0. Якщо f є неперервною в замиканні кулі і гармонійною у відкритій кулі, тоді для кожної точки x для якої |x − x0| = r < R,
{\displaystyle {\frac {1-(r/R)}{[1+(r/R)]^{n-1}}}f(x_{0})\leqslant f(x)\leqslant {1+(r/R) \over [1-(r/R)]^{n-1}}f(x_{0}).}
У випадку R2  (n = 2) нерівність можна записати:
{\displaystyle {R-r \over R+r}f(x_{0})\leqslant f(x)\leqslant {R+r \over R-r}f(x_{0}).}
Для загальних областей {\displaystyle \Omega } в {\displaystyle \mathbf {R} ^{n}} нерівність можна подати в такому виді: якщо {\displaystyle \omega } є обмеженою областю для якої {\displaystyle {\bar {\omega }}\subset \Omega }, тоді є константа {\displaystyle C} така що
{\displaystyle \sup _{x\in \omega }u(x)\leqslant C\inf _{x\in \omega }\leqslant \mu ^{2}(\tau -t),\tau -\nu ^{2}\leqslant t\leqslant \tau u(x)}
для кожної двічі диференційовної, гармонічної і невід'ємної функції {\displaystyle u(x)}. Константа {\displaystyle C} не залежить від {\displaystyle u}, а лише від областей {\displaystyle \Omega } і {\displaystyle \omega }.

## Доведення нерівності Гарнака в кулі
Згідно інтегральної формули Пуассона
{\displaystyle f(x)={\frac {1}{\omega _{n-1}}}\int _{|y-x_{0}|=R}{\frac {R^{2}-r^{2}}{R|x-y|^{n}}}\cdot f(y)\,dy,}
де ωn − 1 позначає площу сфери радіуса 1 в Rn і r = |x − x0|.
Оскільки
{\displaystyle R-r\leqslant |x-y|\leqslant R+r,}
для виразу під інтегралом виконуються нерівності
{\displaystyle {\frac {R-r}{R(R+r)^{n-1}}}\leqslant {\frac {R^{2}-r^{2}}{R|x-y|^{n}}}\leqslant {\frac {R+r}{R(R-r)^{n-1}}}.}
Підставивши ці нерівності в інтеграл вище і враховуючи, що середнє значення гармонічної функції на сфері рівне значенню функції в центрі сфери:
{\displaystyle f(x_{0})={\frac {1}{R^{n-1}\omega _{n-1}}}\int _{|y-x_{0}|=R}f(y)\,dy}
одержуємо нерівність Гарнака.

## Узагальнення для еліптичних рівнянь
Нерівність Гарнака узагальнюється на невід'ємні розв'язки широкого класу лінійних еліптичних рівнянь виду
{\displaystyle {\mathcal {L}}u=-\sum _{i,j=1}^{n}{\frac {\partial }{\partial x_{i}}}\left(a_{ij}(x){\frac {\partial u}{\partial x_{j}}}\right)+\sum _{i=1}^{n}b_{i}(x){\frac {\partial u}{\partial x_{i}}}+c(x)u}
з рівномірно додатно означеною матрицею {\displaystyle \ A=(a_{i,j})_{n\times n}}
{\displaystyle \lambda \sum _{i=1}^{n}\xi _{i}^{2}\leqslant \sum _{i,j=1}^{n}a_{ij}(x)\xi _{i}\xi _{j}\leqslant \Lambda \sum _{i=1}^{n}\xi _{i}^{2}}
де {\displaystyle \Lambda >\lambda >0} — числа, {\displaystyle \xi =(\xi _{1},\xi _{2},...,\xi _{n})} — будь-який n-вимірний вектор, {\displaystyle x\in \Omega }. При цьому стала C нерівності Гарнака залежить тільки від {\displaystyle \Lambda ,\lambda }, деяких норм молодших коефіцієнтів оператора {\displaystyle {\mathcal {L}}} і відстані між границями {\displaystyle \Omega } і {\displaystyle \omega }.

## Узагальнення для параболічних рівнянь
Для невід'ємних розв'язків {\displaystyle u(x,t)} рівномірно параболічних рівнянь виду 
{\displaystyle {\mathcal {L}}u=\sum _{i,j=1}^{n}a_{ij}(t,x){\frac {\partial ^{2}u}{\partial x_{i}\,\partial x_{j}}}+\sum _{i=1}^{n}b_{i}(t,x){\frac {\partial u}{\partial x_{i}}}+c(t,x)u}
теж існує аналог нерівності Гарнака. Тут коефіцієнти матриці {\displaystyle \ (a_{i,j})_{n\times n}} задовольняють ті ж умови, що й вище.
У цьому випадку можлива тільки одностороння нерівність
{\displaystyle u(x,t)\leqslant Cu(y,\tau )}
для точок {\displaystyle (x,t)}, що лежать всередині параболоїда
{\displaystyle \left\{(x,t):|x-y|^{2}\leqslant \mu ^{2}(\tau -t),\;\tau -\nu ^{2}\leqslant t\leqslant \tau \right\}}
з вершиною в точці {\displaystyle (y,\tau )}.
При цьому {\displaystyle C} залежить від величин {\displaystyle y,\tau ,\Lambda ,\lambda ,\mu ,\nu ,} деяких норм молодших коефіцієнтів оператора {\displaystyle {\mathcal {L}}} і від відстаней між границею параболоїда і границею області, в якій {\displaystyle u(x,t)\geqslant 0.}
Якщо, наприклад, {\displaystyle u(x,t)\geqslant 0} в циліндрі
{\displaystyle Q=(a,b]\times \Omega ,\;\omega \subset \Omega }
відстань між {\displaystyle \partial \Omega } і {\displaystyle \partial \omega } є більшою або рівною d> 0 і  d є достатньо малим, то в {\displaystyle (a-d^{2},b]\times \omega } виконується нерівність:
{\displaystyle \ln {\frac {u(x,t)}{u(y,\tau )}}\leqslant C\left({\frac {|x-y|^{2}}{\tau -t}}+{\frac {\tau -t}{d^{2}}}+1\right).}
Зокрема, якщо {\displaystyle u(x,t)\geqslant 0} в {\displaystyle Q} і компакти {\displaystyle Q_{1},Q_{2}} вкладені в {\displaystyle Q}, і до того ж:
{\displaystyle \delta =\min _{(x,t)\in Q_{1},(y,\tau )\in Q_{2}}(t-\tau >0)}
то
{\displaystyle \max _{(x,t)\in Q_{2}}u(x,t)\leqslant C\max _{(x,t)\in Q_{1}}u(x,t),}
де {\displaystyle C=C(\delta ,Q,Q_{1},Q_{2},{\mathcal {L}}).}
Приклад функції
{\displaystyle u(x,t)=\exp \left(\sum _{i=1}^{n}k_{i}x_{i}+t\sum _{i=1}^{n}k_{i}^{2}\right)}
що є розв'язком рівняння теплопровідності {\displaystyle u_{t}-\Delta u=0} при будь-яких {\displaystyle k_{1},k_{2},...,k_{n}} показує неможливість в параболічному випадку двосторонніх оцінок.